# The Once
The Once è un gruppo musicale folk originario di Saint John's, Terranova, Canada. Il gruppo è formato da Geraldine Hollett (voce), Phil Churchill e Andrew Dale. La produzione del gruppo è caratterizzata da un mix di materiale originale e rivisitazioni di altri brani, spesso eseguiti a cappella con la caratteristica unione delle voci dei tre componenti del gruppo.

## Discografia
- 2009 - The Once
- 2011 - Row Upon Row of the People They Know
- 2012 - This is a Christmas Album
- 2014 - Departures